# Природа Віктор Іванович
Віктор Іванович Природа (25 травня 1948, Макартетине Новопсковського району Луганської області) — український аграрій. Директор ТОВ «Айдар» (с. Красне Поле Марківського району Луганської області). Заслужений працівник сільського господарства України.

## Біографія
Народився 25 травня 1948 року у с. Макартетине Новопсковського району Луганської області. Після восьмирічної школи вступив до Старобільського сільськогосподарського техніку, який закінчив з відзнакою. У 1972 році також з відзнакою закінчив Луганський сільськогосподарський інститут.
За розподілом отримав призначення в радгосп «Старобільський». У 1977 році удостоєний ордена «Знак Пошани».
У 1979 році В.І. Природу призначено директором вівцерадгоспу «Айдар», який у роки незалежності перетворено у ТОВ «Айдар».
Указом Президента України від 13 листопада 2007 року № 1095 за вагомий особистий внесок у розвиток агропромислового комплексу України, досягнення високих показників у виробництві сільськогосподарської продукції, багаторічну сумлінну працю та з нагоди Дня працівників сільського господарства Природі Віктору Івановичу присвоєно почесне звання «Заслужений працівник сільського господарства України».